# Zaglyptus multicolor
Zaglyptus multicolor là một loài tò vò trong họ Ichneumonidae.